# Sommeilles
Sommeilles és un municipi francès situat al departament del Mosa i a la regió del Gran Est. L'any 2007 tenia 186 habitants.

## Demografia

### Població
El 2007 la població de fet de Sommeilles era de 186 persones. Hi havia 76 famílies, de les quals 24 eren unipersonals (12 homes vivint sols i 12 dones vivint soles), 28 parelles sense fills i 24 parelles amb fills.
La població ha evolucionat segons el següent gràfic:
Habitants censats

### Habitatges
El 2007 hi havia 94 habitatges, 80 eren l'habitatge principal de la família, 6 eren segones residències i 8 estaven desocupats. 90 eren cases i 4 eren apartaments. Dels 80 habitatges principals, 67 estaven ocupats pels seus propietaris, 12 estaven llogats i ocupats pels llogaters i 1 estava cedit a títol gratuït; 2 tenien una cambra, 3 en tenien dues, 8 en tenien tres, 23 en tenien quatre i 44 en tenien cinc o més. 63 habitatges disposaven pel capbaix d'una plaça de pàrquing. A 37 habitatges hi havia un automòbil i a 27 n'hi havia dos o més.

### Piràmide de població
La piràmide de població per edats i sexe el 2009 era:
| Homes | Edats   | Dones |
| ----- | ------- | ----- |
| 0     | 95 o +  | 0     |
| 0     | 90 a 94 | 0     |
| 0     | 85 a 89 | 0     |
| 4     | 80 a 84 | 0     |
| 16    | 75 a 79 | 8     |
| 12    | 70 a 74 | 12    |
| 0     | 65 a 69 | 8     |
| 0     | 60 a 64 | 4     |
| 0     | 55 a 59 | 4     |
| 8     | 50 a 54 | 8     |
| 8     | 45 a 49 | 0     |
| 8     | 40 a 44 | 4     |
| 16    | 35 a 39 | 4     |
| 0     | 30 a 34 | 8     |
| 0     | 25 a 29 | 8     |
| 8     | 20 a 24 | 4     |
| 0     | 15 a 19 | 0     |
| 4     | 10 a 14 | 12    |
| 12    | 5 a 9   | 0     |
| 4     | 0 a 4   | 4     |

## Economia
El 2007 la població en edat de treballar era de 107 persones, 76 eren actives i 31 eren inactives. De les 76 persones actives 68 estaven ocupades (40 homes i 28 dones) i 8 estaven aturades (4 homes i 4 dones). De les 31 persones inactives 8 estaven jubilades, 3 estaven estudiant i 20 estaven classificades com a «altres inactius».

### Ingressos
El 2009 a Sommeilles hi havia 82 unitats fiscals que integraven 201 persones, la mediana anual d'ingressos fiscals per persona era de 13.552 €.

### Activitats econòmiques
Dels 2 establiments que hi havia el 2007, 1 era d'una empresa de construcció i 1 d'una empresa financera.
L'any 2000 a Sommeilles hi havia 5 explotacions agrícoles.

## Poblacions més properes
El següent diagrama mostra les poblacions més properes.